# Rue Professeur-Louis-Paufique
La rue Professeur-Louis-Paufique ou rue Louis-Paufique, est une rue du 2e arrondissement de Lyon en France.

## Situation et accès
C'est une petite rue qui prolonge la rue Confort.

## Origine du nom
La rue porte le nom de l'ophtalomologiste Louis Paufique. Elle est inaugurée le 25 juin 1982 par le maire Francisque Collomb en présence de Simone Paufique sa veuve.

## Histoire
Le nom de Louis Paufique est attribué par délibération municipale du 2 mars 1982. Auparavant, cette voie était un fragment de la rue Confort.
La rue bénéficie d’un nouveau revêtement pavé depuis 2018, dans le cadre de la rénovation de l’Hôtel-Dieu voisin.

## Bâtiments remarquables et lieux de mémoire
- Louise Labé a habité cette rue. Une plaque le rappelle.
- Il y a une station Vélo'v dans la rue.

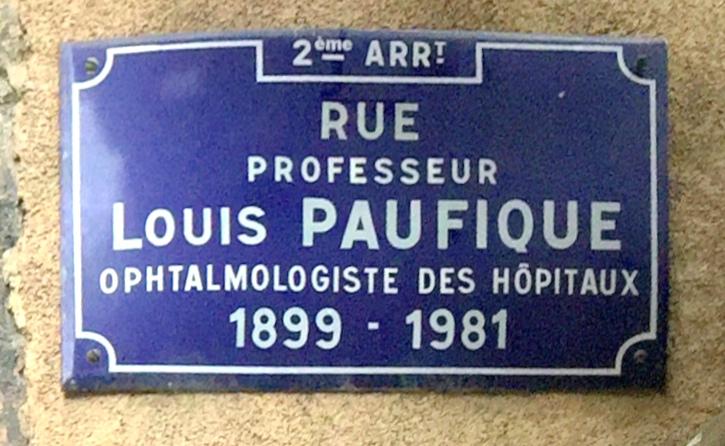
Plaque de la rue.
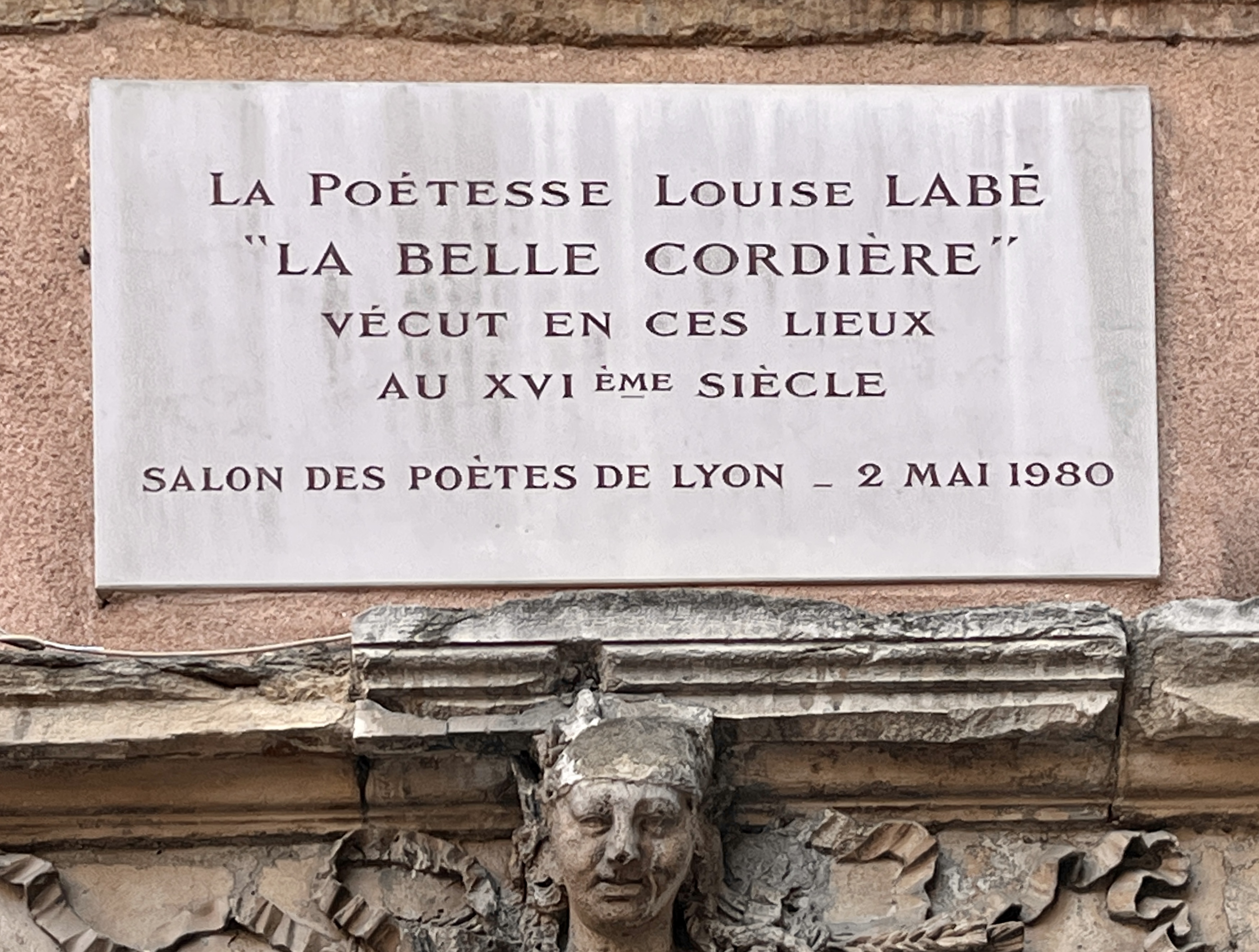
Plaque à Louise Labé.
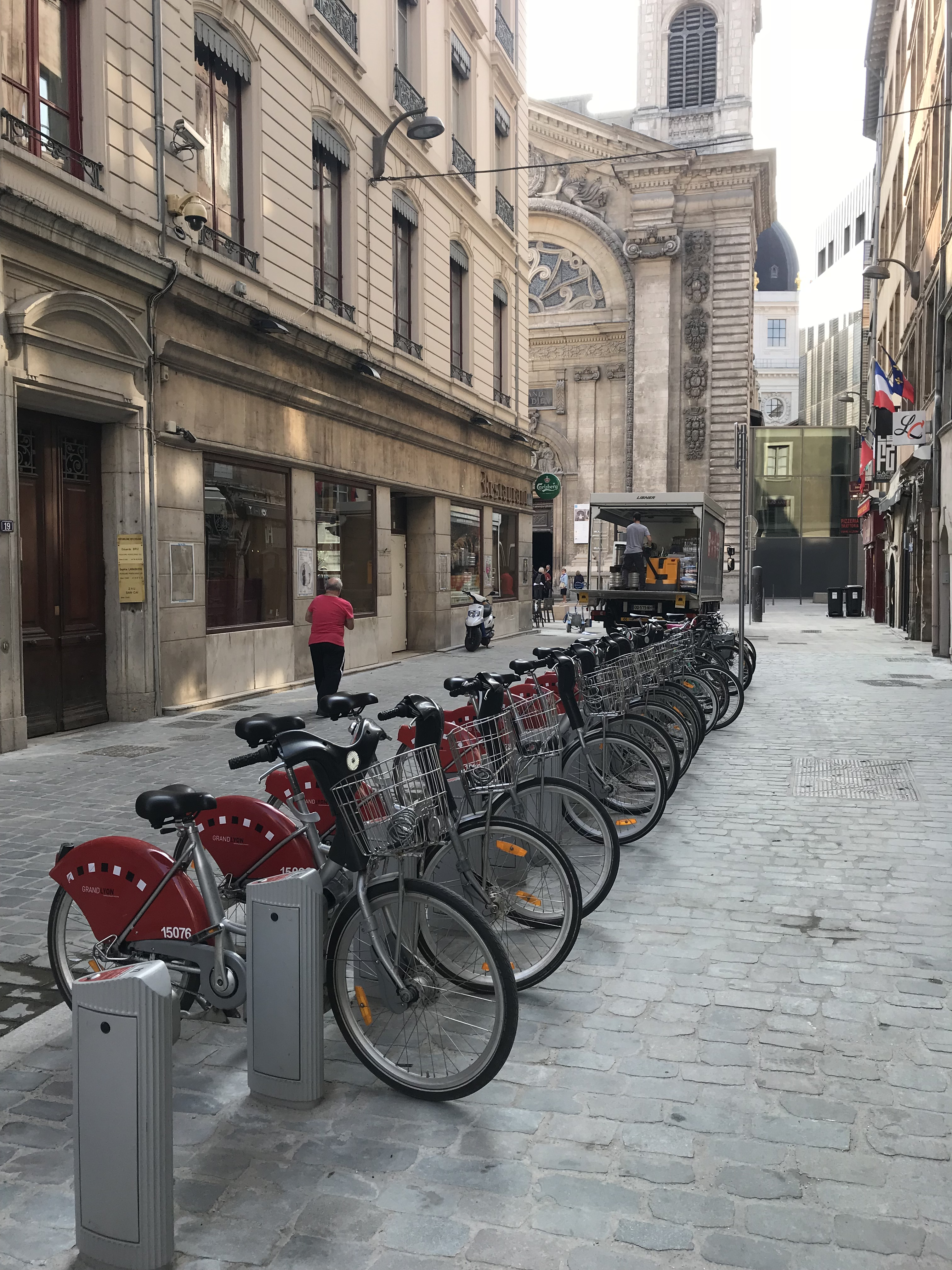
Station Vélo'v 2026 (République / Paufique).
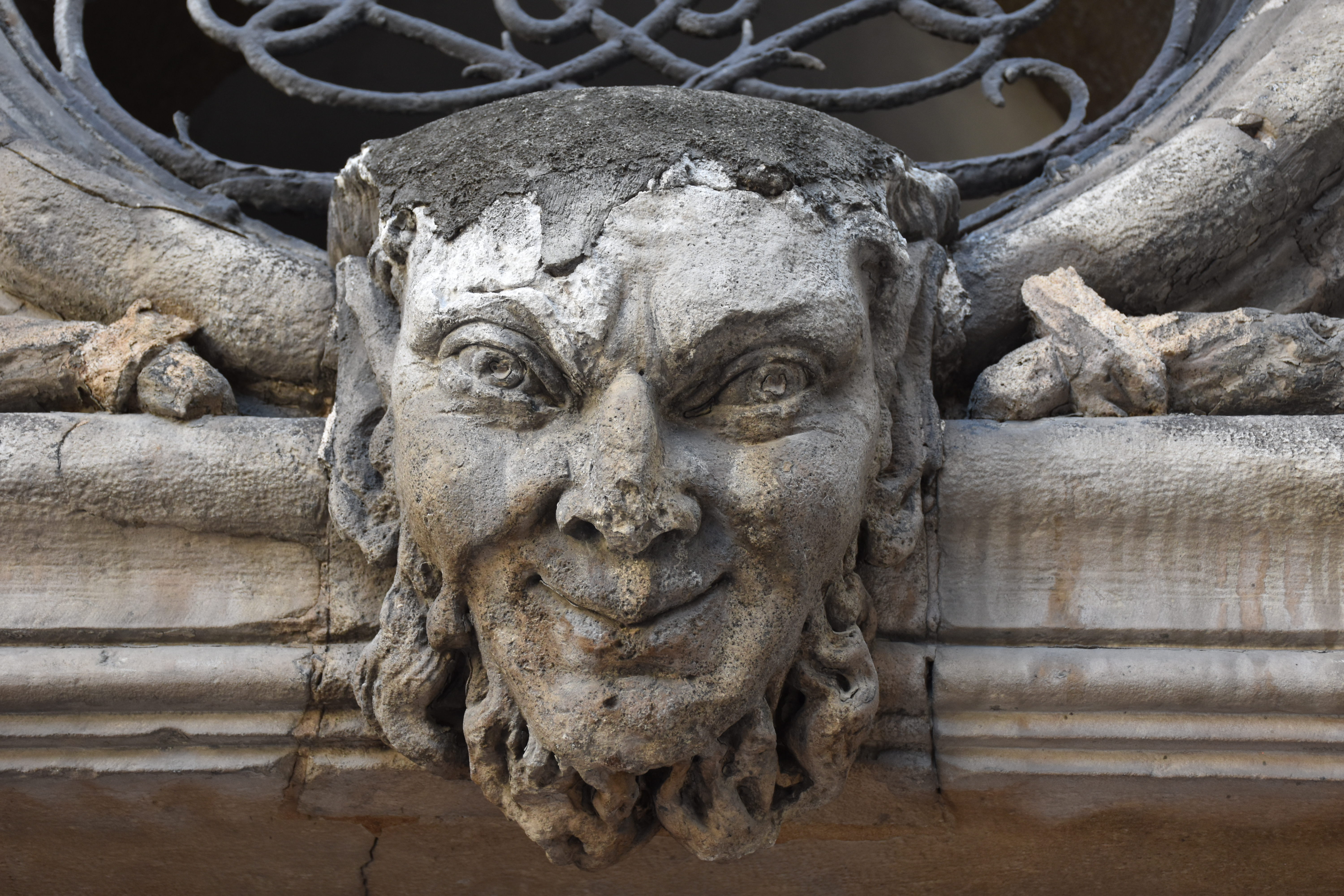
Mascaron à tête de satyre, 28 rue Louis-Paufique.